# Pigneto (Roms tunnelbana)
Pigneto är en station på Roms tunnelbanas Linea C. Stationen är belägen vid Via del Pigneto i kvarteret Prenestino-Labicano i sydöstra Rom och togs i bruk år 2015.

## Kollektivtrafik
- Järnvägsstation – S. Elena, Roma-Giardinetti
- Busshållplats för ATAC

## Omgivningar
- Sant'Elena fuori Porta Prenestina
- San Luca Evangelista al Prenestino
- Piazza Nuccitelli
- Piazza dei Condottieri